# Fortuna (Emma)
Fortuna è il sesto album in studio della cantautrice italiana Emma, pubblicato il 25 ottobre 2019 dalla Polydor Records.

## Descrizione
Costituito da 14 brani, l'album segna il ritorno della cantante a quasi due anni di distanza da Essere qui. La cantante ha iniziato la fase di produzione del disco a Los Angeles, nell'aprile del 2018, tre mesi dopo l'uscita del precedente album. Emma ha definito il progetto come positivo, che descrive la sua attuale situazione, di una persona serena, proiettata verso il futuro e in continuo cambiamento, aggiungendo:
 L'album conta di importanti collaborazioni come quella con Elisa, Franco126, Frenetik & Orang3, Vasco Rossi,Daniele Magro (cantautore) Amara, Giulia Anania, Giovanni Caccamo, Davide Simonetta, Diego Mancino e Dardust.

## Promozione
Il disco è stato anticipato dal singolo Io sono bella, pubblicato il 6 settembre 2019. La pubblicazione del progetto è stata annunciata il 16 ottobre, venendo distribuito in tre edizioni: CD, doppio vinile e doppio vinile in versione glitterata per Amazon.it. Per promuovere il disco, la cantante ha intrapreso un instore live tour in undici città italiane nel mese di ottobre.
Il 6 dicembre 2019 Marrone ha pubblicato il secondo singolo estratto dall'album, Stupida allegria, promosso con diverse apparizioni televisive, tra cui ad Amici di Maria De Filippi duettando con la concorrente Gaia. Il 4 febbraio è presente in qualità di ospite al 70º Festival di Sanremo, in cui si esibisce in un medley dei brani più famosi della sua carriera, tra cui Stupida allegria e la prima traccia dell'album, Fortuna. Di Stupida allegria viene realizzata anche una versione in collaborazione con il rapper Izi.
Nel marzo 2020 pubblica il terzo estratto Luci blu, annunciando che il 25 maggio 2020 avrebbe dovuto tenere un concerto speciale all'Arena di Verona, tuttavia cancellato a causa della pandemia di COVID-19. Il concerto è stato spostato nel 2021 con il Fortuna Live Tour 2021.
Il 28 agosto 2020 viene pubblicato il singolo inedito Latina, incluso successivamente nella riedizione speciale dell'album commercializzata nello stesso anno.

## Accoglienza
| Recensione       | Giudizio |
| ---------------- | -------- |
| All Music Italia | 8.5/10   |
| Rockol           | 7/10     |

Fabio Fiume per All Music Italia afferma che il progetto discografico rispecchia la maturazione artistica della cantante. Il critico riscontra infatti che «Emma è qui potente come spesso si è proposta, ma poi pure sinuosa, giocosa, e mai come prima danzereccia ma senza seguire le moda ma provando a farla» concludendo la recensione definendo la cantante «definitivamente trasformata nella reginetta del nostro pop contemporaneo».
Emilio Tini di Billboard Italia osserva che si tratta di «un album che la vede continuare un percorso di evoluzione e di ricerca», sostenendo che «l’album ha tutto quello che serve per accontentare anche un non-fan di Emma. Dal brano elettronico a quello pop, dalla hit radiofonica, fino alle ballad». Il Messaggero, piacevolmente colpito dal progetto discografico, scrive: «Emma, nel suo decimo anniversario di carriera musicale, torna più matura e consapevole con un disco positivo, colorato, dal sound moderno e un nuovo linguaggio vocale».

## Tracce
1. Fortuna – 2:59 (testo: Emma Marrone – musica: Dario Faini, Vanni Casagrande)
2. Io sono bella – 3:04 (testo: Vasco Rossi – musica: Gaetano Curreri, Gerardo Pulli, Piero Romitelli)
3. Stupida allegria – 3:18 (Dario Faini, Federico Bertollini, Giovanni De Cataldo)
4. Luci blu – 3:12 (testo: Simone Cremonini – musica: Simone Cremonini, Davide Simonetta)
5. Quando l'amore finisce – 3:34 (testo: Maurizio Carucci – musica: Dario Faini, Maurizio Carucci)
6. Alibi – 3:42 (testo: Emma Marrone – musica: Dario Faini, Vanni Casagrande)
7. Mascara – 3:34 (testo: Elisa Toffoli, Davide Petrella – musica: Elisa Toffoli)
8. I grandi progetti – 3:29 (Dario Faini, Diego Mancino)
9. Manifesto – 3:41 (Giulia Anania, Marta Venturini)
10. Succede che – 3:39 (testo: Alex Andrea Germano – musica: Alex Andrea Germano, Francesco Catitti)
11. Dimmelo veramente – 3:17 (testo: Emma Marrone, Antonio Di Martino, Gianclaudia Franchini – musica: Gianclaudia Franchini, Antonio Di Martino, Daniele Dezi, Daniele Mungai)
12. Corri – 3:43 (Daniele Magro)
13. Basti solo tu – 3:10 (testo: Erica Mineo – musica: Antonio Maggio)
14. A mano disarmata – 4:36 (testo: Giovanni Caccamo, Lorenzo Vizzini – musica: Giovanni Caccamo, Lorenzo Vizzini, Placido Salamone)

Tracce bonus nella riedizione del 2020
1. Stupida allegria (feat. Izi) – 3:30 (Emma Marrone, Dario Faini, Federico Bertollini, Giovanni De Cataldo)
2. Latina – 3:23 (Dario Faini, Davide Petrella, Edoardo D'Erme)

## Successo commerciale
Fortuna ha debuttato al primo posto nella classifica italiana dedicata agli album, diventando il quarto album numero uno di Marrone e il secondo di una artista femminile a ottenere tale risultato nel 2019, dopo Voglio essere tua di Giordana Angi.

## Classifiche

### Classifiche settimanali
| Classifica (2019) | Posizione massima |
| ----------------- | ----------------- |
| Italia            | 1                 |
| Svizzera          | 35                |

### Classifiche di fine anno
| Classifica (2019) | Posizione |
| ----------------- | --------- |
| Italia            | 60        |